# Bársony László
Bársony László (Pécs, 1946. február 5. –) magyar brácsaművész, egyetemi tanár.

## Életpályája
1964–1969 között a Liszt Ferenc Zeneművészeti Főiskola mélyhegedű szakán tanult; Lukács Pál tanítványa volt. 1967–2010 között a Magyar Állami Hangversenyzenekar tagja, 1976-tól szólóbrácsása volt. 1970-től a Liszt Ferenc Zeneművészeti Főiskola tanára, egyetemi docens. 1986–2005 között az Új Budapest Vonósnégyes tagja volt, Kiss András haláláig. Ezután fia, Bársony Péter javaslatára megalakították a Budapest Szextettet, amelyben apák és ugyanazon a hangszeren játszó fiaikkal muzsikálnak együtt. 2010-ben nyugdíjba vonult.

## Díjai
- X. Budapesti Nemzetközi Zenei Verseny első díja (1968)
- Ferencsik János-díj (1997)
- Liszt Ferenc-díj (1997)
- Weiner Leó-emlékdíj (2019)[2]